# 黃龍先
黃龍先（1908年—1961年8月5日），號儂仙。湖南省溆浦縣人。民國37年（1948年）在大學暨獨立學院教員團體當選第一屆立法委員

## 生平[1]
- 國立中央大學教育學士
- 英國倫敦大學研究
- 美國哥倫比亞大學碩士
- 第一屆高等考試及格
- 教育部秘書、教育部科長、教育部督學、教育部參事、高等考試再試委員典試委員、高等教育司司長
- 國立山東大學校產委員會主任委員
- 國立邊疆學校教授
- 國立政治大學教授兼主任秘書
- 國立中山大學教授
- 私立廣州大學教授
- 民國40年5月18日遞補爲教員團體立法委員[2]，出席第8會期內政委員會，第9、10會期外交委員會，第14會期程序委員會，第8、9、10、11、12、13、14、15、16、17、18、19、20、21、22、23、24、25、26、27會期教育委員會
- 民國50年8月5日病逝[3]